# Contingut de calor oceànica

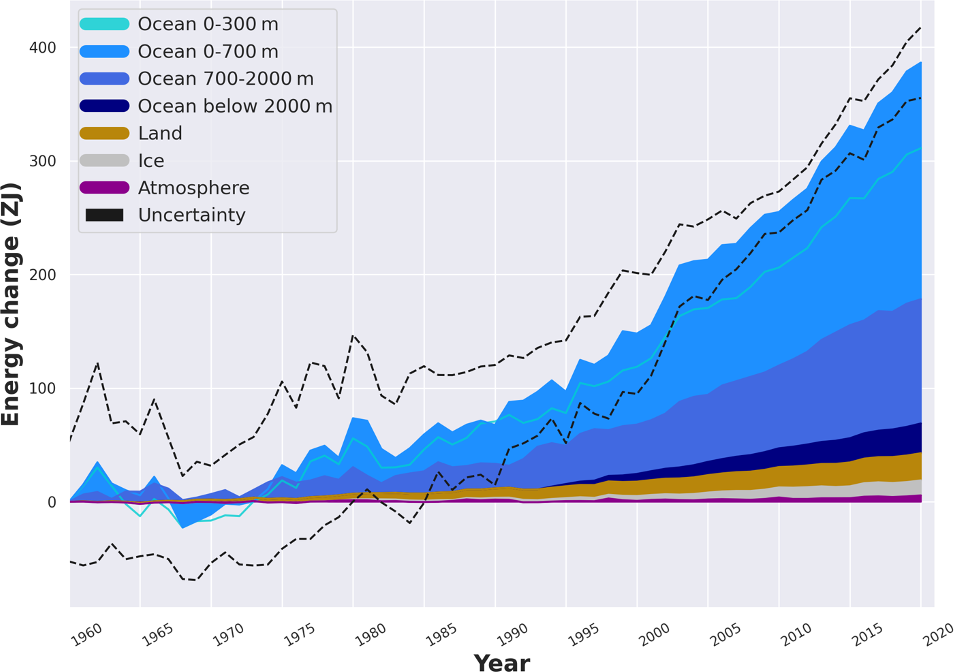
Més del 90% de l'energia tèrmica que s'ha acumulat a la Terra a partir de l'escalfament global des de 1970 s'emmagatzema en els oceans.

En oceanografia i climatologia, el contingut de calor oceànica (CCO) és un terme per a l'energia absorbida pels oceans, on s'emmagatzema durant períodes indefinits com a energia interna o entalpia. L'augment del CCO representa més del 90% de l'excés d'energia tèrmica de la Terra per l'escalfament global des de l'any 1970.
Aproximadament un terç de l'energia afegida s'ha propagat a profunditats inferiors als 700 metres a partir del 2020.
Els canvis en el contingut de calor dels oceans tenen conseqüències de gran abast per als ecosistemes marins i terrestres del planeta; incloent múltiples impactes als ecosistemes costaners.
La irradiació solar equatorial, més abundant i que és absorbida per les aigües superficials tropicals de la Terra, impulsa la propagació global de la calor cap als pols i cap al fons dels oceans. La superfície també intercanvia energia amb la troposfera inferior. El CCO respon així als canvis a llarg termini en l'albedo dels núvols, els gasos d'efecte hivernacle i altres factors en el balanç energètic de la Terra.
Els pocs metres superiors dels oceans de la Terra contenen més energia tèrmica que tota la seva atmosfera. Les emissions del CCO a l'atmosfera es produeixen principalment per evaporació i permeten el cicle de l'aigua planetari. Les emissions concentrades en associació amb temperatures altes a la superfície del mar ajuden a impulsar ciclons tropicals, rius atmosfèrics, onades de calor atmosfèriques i altres fenòmens meteorològics extrems que poden penetrar molt a l'interior.
L'escalfament dels oceans són els responsables del blanqueig dels coralls i contribueixen a la migració d'espècies marines. Les onades de calor marines són regions de temperatures de l'aigua que amenacen la vida i que són persistentment elevades.
La redistribució de l'energia interna del planeta per la circulació atmosfèrica i els corrents oceànics produeix variabilitat climàtica interna, sovint en forma d'oscil·lacions irregulars, i ajuda a mantenir la circulació termohalina global.
L'augment del CCO representa el 30-40% de l'augment global del nivell del mar des del 1900 fins al 2020 a causa de la dilatació tèrmica. També és un accelerador de la fusió de les banquises, icebergs i glaceres de marea. La retirada del gel resultant ha estat ràpida i generalitzada per al casquet polar àrtic, i dins dels fiords del nord com els de Groenlàndia i el Canadà. Els impactes sobre el gel marí antàrtic i les grans plataformes de gel antàrtiques que desemboquen a l'oceà Austral han variat segons la regió i també estan augmentant a causa de l'escalfament de les aigües. La ruptura de la plataforma de gel de Thwaites i els seus veïns de l'Antàrtida Occidental van contribuir al voltant del 10% de l'augment del nivell del mar el 2020.